# Aardbeving Salomonseilanden april 2010
De aardbeving bij de Salomonseilanden op 11 april 2010 vond plaats om 9:40:30 UTC. Het epicentrum lag op ongeveer 100 kilometer ten zuidwesten van Kirakira, gelegen op het eiland Makira en hoofdstad van de gelijknamige provincie, en 205 kilometer ten zuidoosten van nationale hoofdstad Honiara. De kracht bedroeg 6,8 op de schaal van Richter. Het hypocentrum lag op een diepte van 60,2 kilometer. Er vielen geen slachtoffers doordat het epicentrum op geruime afstand van de kustlijn lag. Er was ook geen tsunami-gevaar.

Januari: Salomonseilanden (3 januari) · Californië (10 januari) · Haïti (12 januari) -
Februari: Bougainville (1 februari) · Riukiu-eilanden (26 februari) · Chili (27 februari) -
Maart: Taiwan (4 maart) · Sumatra (5 maart) · Turkije (8 maart) · Chili (11 maart) · Japan (14 maart) · Obi-eilanden (14 maart) -
Mei: Sumatra (9 mei) · Vanuatu (27 mei) -
Juni: Papoea (16 juni) -
Oktober: Sumatra (25 oktober)